# Jake Porter
Jake Vernon Haven Porter (* 3. August 1916 in Oakland, Kalifornien; † 25. März 1993 in Los Angeles) war ein US-amerikanischer Jazztrompeter, Songwriter und Musikproduzent.

## Biografie
Porter lernte zunächst mit sieben Jahren Violine und wechselte mit neun zum Kornett. Seine Karriere begann in der San Francisco Bay Area, wo er zwischen 1931 und 1939 mit Melvin Parks, Lionel Hampton und Saunders King spielte, bevor er 1940 nach Los Angeles zog. Dort arbeitete er ab 1940 bei Cee Pee Johnson, Slam Stewart und Slim Gaillard; während seines Militärdienstes 1942/43 spielte er in einer Band in Camp Lockett bei San Diego. Nach seiner Entlassung aus der Armee arbeitete er in den Bands von Benny Carter, Fats Waller, Noble Sissle, Fletcher Henderson, Lionel Hampton (1945/46), Horace Henderson, Benny Goodman (kurz 1947) und bei Mel Powell (1947). Ende dieses Jahres leitete er eine eigene Combo, mit der er im Down Beat Room Cafe in Los Angeles auftrat. 1949 leitete er auch ein nur aus weiblichen Musikern bestehendes Ensemble, mit dem er 1949 durch die Südstaaten der USA tourte. 1950 hatte er ein Engagement im Norbo Grill.
Im Jahr 1951 gründete Porter das Label Combo Records, das bis 1961 aktiv war und vorwiegend Rhythm and Blues, Doo-Wop und einige Jazz-Aufnahmen veröffentlichte, unter anderem Ernie Fields, Peppermint Harris, Chuck Higgins, Smokey Hogg, Joe Houston, Johnny Moore’s Three Blazers, Betty Hall Jones, Jack McVea und Johnny Guitar Watson. Das meiste des Materials entstand in Porters Basement-Wohnung; daneben betätigte er sich als Songwriter für einige dieser Aufnahmen. Als Bandleader ging er in den 1950er Jahren weiter auf Tourneen; in den 1960er Jahren war er als freischaffender Musiker in Kalifornien beschäftigt. 1964 arbeitete er mit Mike Porter in Kanada. In seinen späteren Jahren war er weniger als Musiker tätig, aber blieb im Musikgeschäft, so arbeitete er in den 1970er Jahren in der Musikergewerkschaft. 1976 wirkte er bei Aufnahmen von Big Joe Turner (The Midnight Special) mit; 1978 ging er erneut auf eine Europatour und war noch in den 80ern als Musiker aktiv.